# Vignot
Pour les articles homonymes, voir Vignot (homonymie).
Vignot est une commune française située dans le département de la Meuse, en région Grand Est. Elle est à l'entrée du Parc Naturel Régional de Lorraine.
Elle fait partie de la Communauté de communes de Commercy - Void - Vaucouleurs qui est issue de la fusion le 1er janvier 2017 des communautés de commune du Pays de Commercy et du Val des Couleurs de Vaucouleurs.

## Géographie

### Localisation
La commune de Vignot est située au bord de la Meuse, dans le sud-est meusien, à 2 km à l'est de Commercy ; elle se trouve dans une vallée venteuse et entourée de bois appartenant au parc naturel régional de Lorraine.

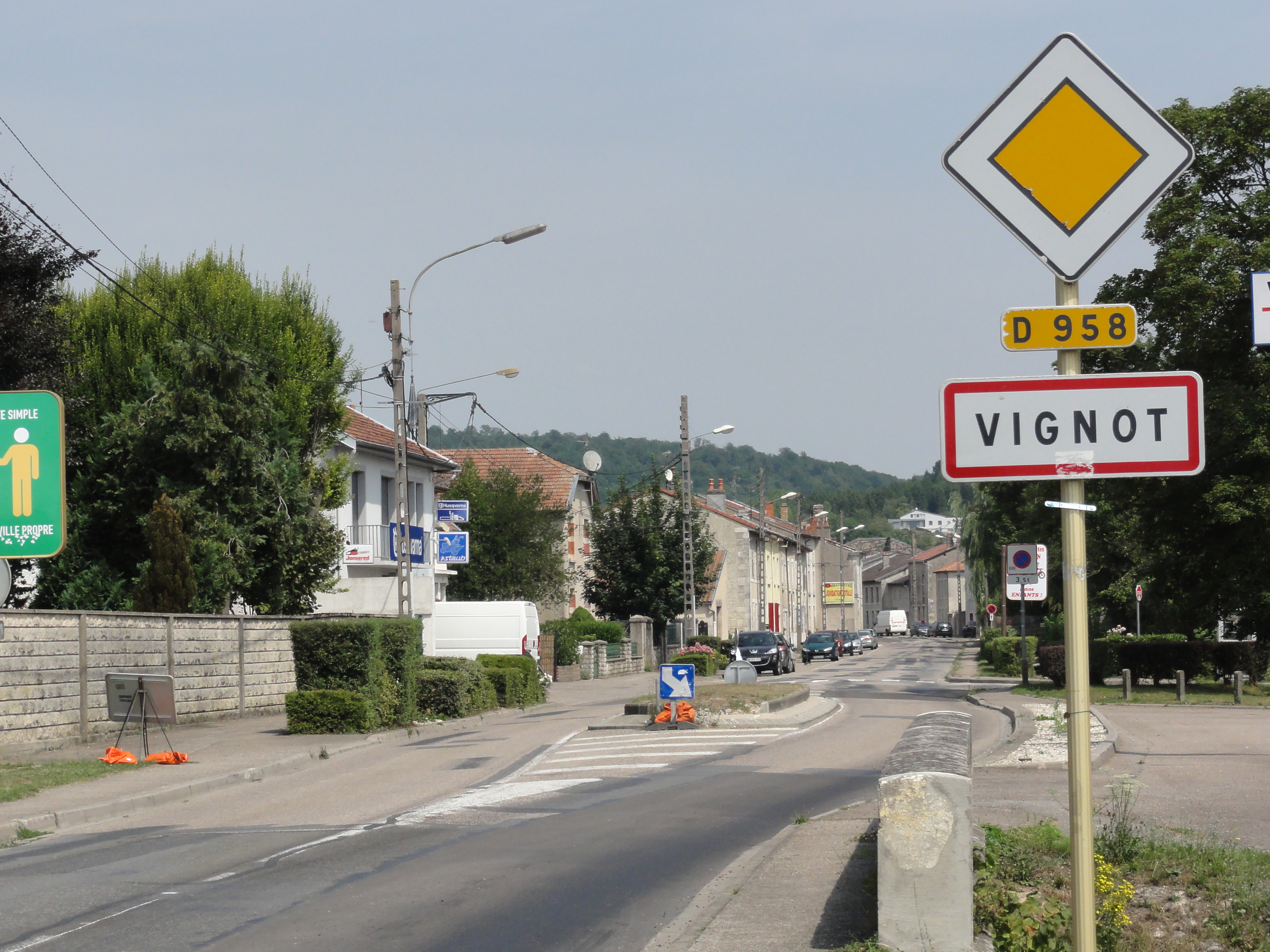
Entrée de Vignot.

#### Communes limitrophes
| Boncourt-sur-Meuse | Girauvoisin | Girauvoisin |
| Commercy           | Vignot      | Euville     |
| Commercy           | Commercy    | Euville     |

### Hydrographie
La commune est dans le bassin versant de la Meuse au sein du bassin Rhin-Meuse. Elle est drainée par la Meuse, le canal du Moulin et le ruisseau de Vignot,.
La Meuse, d'une longueur de 486 km, est un fleuve européen qui prend sa source en France, dans la commune du Châtelet-sur-Meuse, à 409 mètres d'altitude, et se jette dans la mer du Nord après un cours long d'approximativement 950 kilomètres traversant la France, la Belgique et les Pays-Bas. Les caractéristiques hydrologiques de la Meuse sont données par la station hydrologique située sur la commune de Commercy. Le débit moyen mensuel est de 22,9 m3/s. Le débit moyen journalier maximum est de 473 m3/s, atteint lors de la crue du 31 décembre 2001. Le débit instantané maximal est quant à lui de 598 m3/s, atteint le même jour.

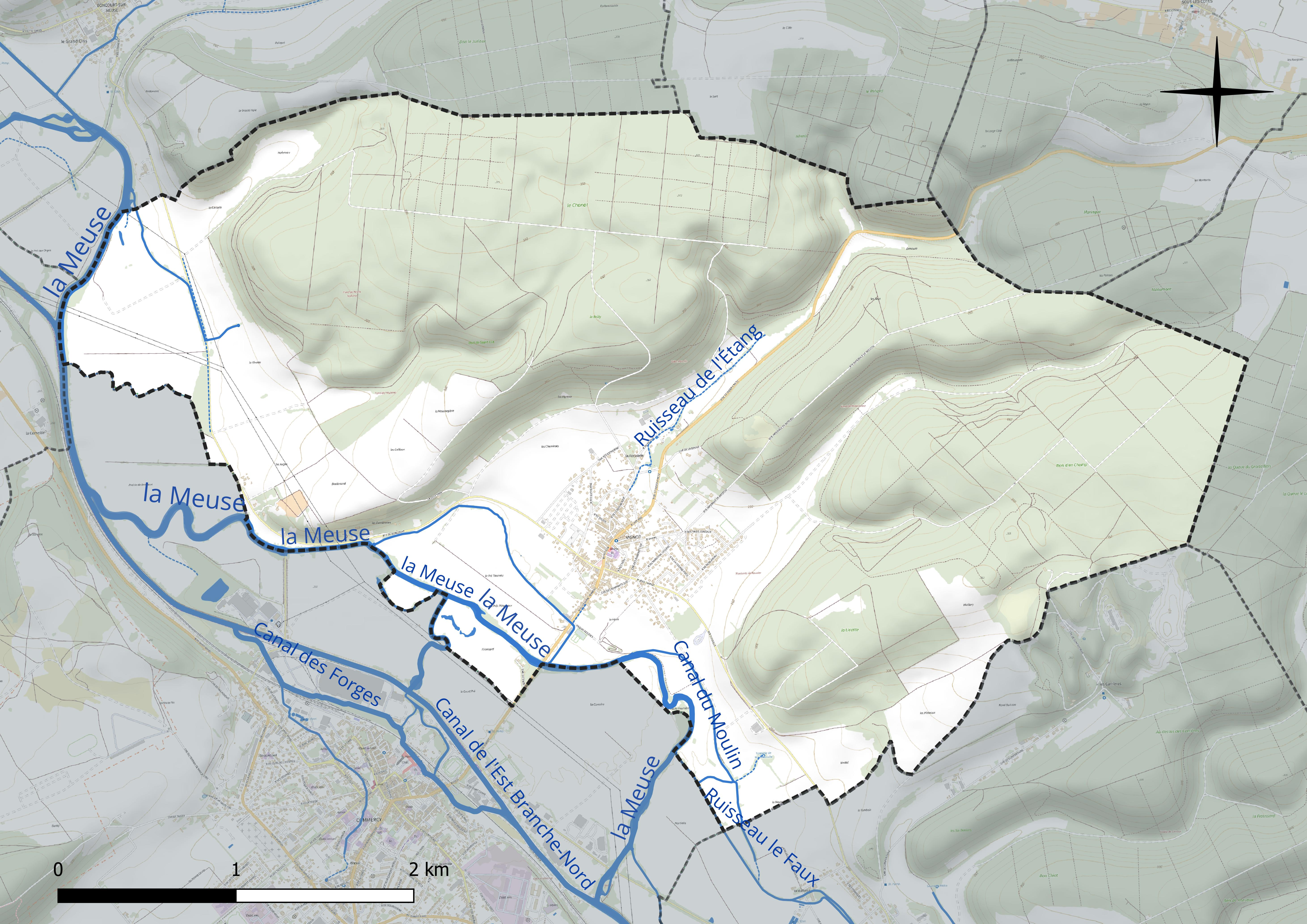
Réseau hydrographique de Vignot.

### Climat
Pour des articles plus généraux, voir Climat du Grand Est et Climat de la Meuse.
En 2010, le climat de la commune est de type climat des marges montargnardes, selon une étude du Centre national de la recherche scientifique s'appuyant sur une série de données couvrant la période 1971-2000. En 2020, Météo-France publie une typologie des climats de la France métropolitaine dans laquelle la commune est exposée à un climat océanique altéré et est dans la région climatique  Lorraine, plateau de Langres, Morvan, caractérisée par un hiver rude (1,5 °C), des vents modérés et des brouillards fréquents en automne et hiver. 
Pour la période 1971-2000, la température annuelle moyenne est de 9,6 °C, avec une amplitude thermique annuelle de 16,5 °C. Le cumul annuel moyen de précipitations est de 912 mm, avec 13,2 jours de précipitations en janvier et 9,2 jours en juillet. Pour la période 1991-2020, la température moyenne annuelle observée sur la station météorologique de Météo-France la plus proche, « Erneville aux Bois_sapc », sur la commune d'Erneville-aux-Bois à 15 km à vol d'oiseau, est de 9,9 °C et le cumul annuel moyen de précipitations est de 1 021,5 mm. 
La température maximale relevée sur cette station est de 39,4 °C, atteinte le 25 juillet 2019 ; la température minimale est de −24,2 °C, atteinte le 18 février 1956,,. 
Les paramètres climatiques de la commune ont été estimés pour le milieu du siècle (2041-2070) selon différents scénarios d'émission de gaz à effet de serre à partir des nouvelles projections climatiques de référence DRIAS-2020. Ils sont consultables sur un site dédié publié par Météo-France en novembre 2022.

## Urbanisme

### Typologie
Au 1er janvier 2024, Vignot est catégorisée petite ville, selon la nouvelle grille communale de densité à sept niveaux définie par l'Insee en 2022.
Elle est située hors unité urbaine. Par ailleurs la commune fait partie de l'aire d'attraction de Commercy, dont elle est une commune du pôle principal,. Cette aire, qui regroupe 19 communes, est catégorisée dans les aires de moins de 50 000 habitants,.

### Occupation des sols
L'occupation des sols de la commune, telle qu'elle ressort de la base de données européenne d’occupation biophysique des sols Corine Land Cover (CLC), est marquée par l'importance des forêts et milieux semi-naturels (61,5 % en 2018), une proportion identique à celle de 1990 (61,5 %). La répartition détaillée en 2018 est la suivante : 
forêts (61,5 %), prairies (17,7 %), terres arables (13,1 %), zones urbanisées (3,9 %), zones agricoles hétérogènes (3,5 %), mines, décharges et chantiers (0,5 %). L'évolution de l’occupation des sols de la commune et de ses infrastructures peut être observée sur les différentes représentations cartographiques du territoire : la carte de Cassini (XVIIIe siècle), la carte d'état-major (1820-1866) et les cartes ou photos aériennes de l'IGN pour la période actuelle (1950 à aujourd'hui).

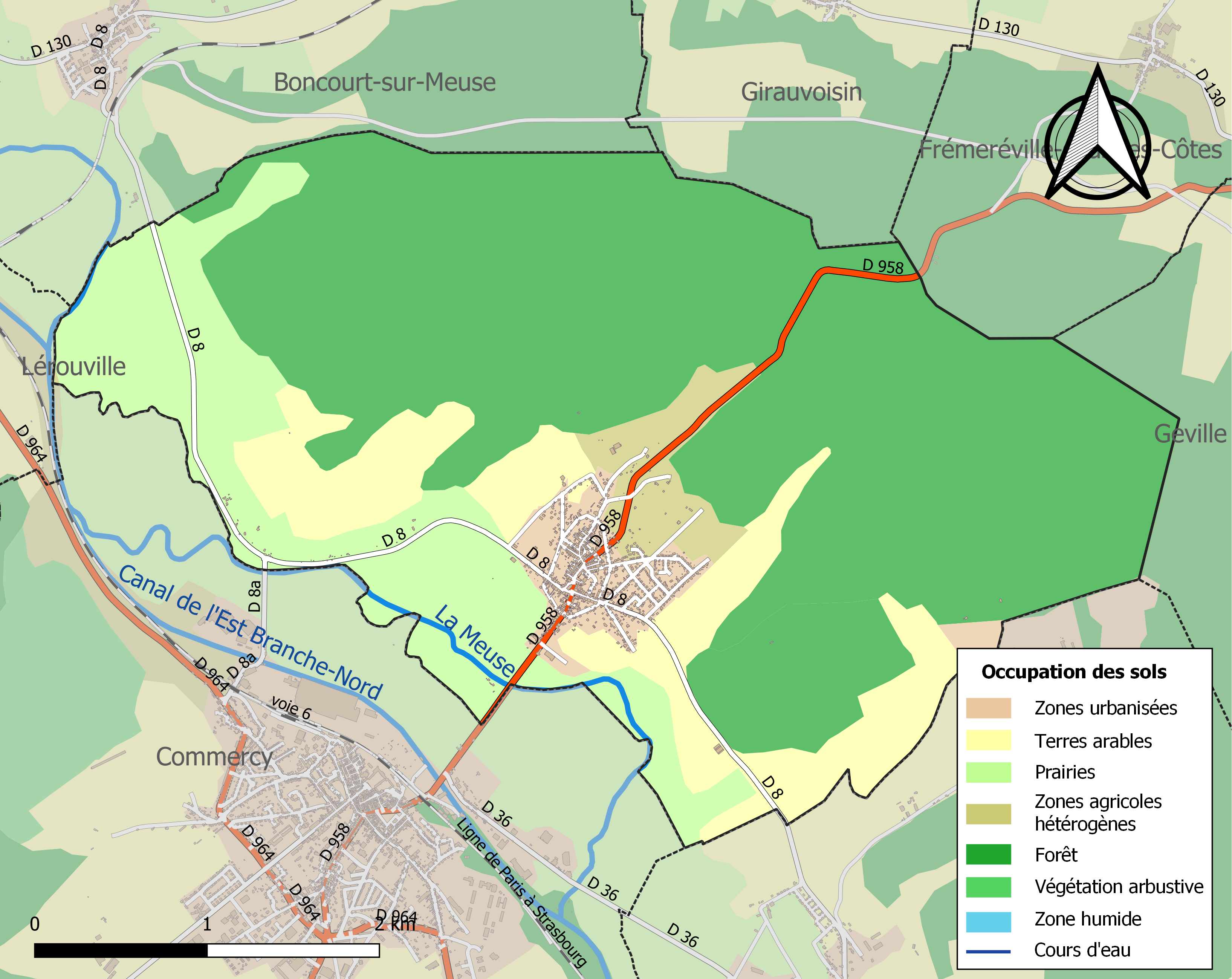
Carte des infrastructures et de l'occupation des sols de la commune en 2018 (CLC).

## Toponymie
Le nom du village est mentionné sous les formes Vignetum en 1186, Vignoy en 1300, Vignoi en 1387, Vinetum en 1707 et Vignot en 1793.
Selon Ernest Nègre, ce toponyme est issu du latin vinetum (« vignoble »).

## Histoire
Dépendait du diocèse de Toul et du Barrois non mouvant dans la principauté et le bailliage de Commercy.
En 1790, lors de l’organisation du département meusien, Vignot devint chef-lieu de l’un des cantons dépendant du district de Commercy.
Vignot est un ancien village de vignerons qui a connu un important développement urbain depuis les années 1970.
Des fouilles archéologiques ont été effectuées lors des travaux de soubassement d'un nouveau lotissement, au sud-est de la commune. Des vestiges d'un village romain ont été retrouvés, ainsi que des objets et sépultures.

## Politique et administration

### Tendances politiques et résultats
|      | 1er         | 2e           | 3e           | 4e          | 5e               |
| ---- | ----------- | ------------ | ------------ | ----------- | ---------------- |
| 2019 | RN 32,07 %  | LREM 20,72 % | EÉLV 11,35 % | PS 6,77 %   | DLF 5,38 %       |
| 2014 | FN 31,02 %  | UMP 17,13 %  | PS 16,90 %   | EÉ 8,33 %   | FG 7,64 %        |
| 2009 | UMP 22,60 % | PS 20,78 %   | EÉ 16,36 %   | NPA 8,31 %  | FN 8,05 %        |
| 2004 | PS 33,07 %  | UMP 13,80 %  | FN 13,02 %   | UDF 12,76 % | Les Verts 7,03 % |

|      | 1er tour              | 1er tour              | 1er tour                | 1er tour                  | 1er tour                 | 2d tour               | 2d tour               |
|      | 1er                   | 2e                    | 3e                      | 4e                        | 5e                       | 1er                   | 2e                    |
| ---- | --------------------- | --------------------- | ----------------------- | ------------------------- | ------------------------ | --------------------- | --------------------- |
| 2017 | Le Pen (FN) 28,09 %   | Macron (EM) 26,42 %   | Mélenchon (LFI) 16,37 % | Fillon (LR) 16,37 %       | Hamon (PS) 6,57 %        | Macron (EM) 59,06 %   | Le Pen (FN) 40,94 %   |
| 2012 | Hollande (PS) 29,66 % | Sarkozy (UMP) 24,75 % | Le Pen (FN) 22,43 %     | Mélenchon (PG) 11,15 %    | Bayrou (MoDem) 6,99 %    | Hollande (PS) 51,63 % | Sarkozy (UMP) 48,37 % |
| 2007 | Sarkozy (UMP) 28,72 % | Royal (PS) 23,33 %    | Bayrou (UDF) 18,17 %    | Le Pen (FN) 12,66 %       | Besancenot (LCR) 7,85 %  | Sarkozy (UMP) 54,03 % | Royal (PS) 45,97 %    |
| 2002 | Le Pen (FN) 20,20 %   | Chirac (RPR) 18,22 %  | Jospin (PS) 17,51 %     | Mamère (Les Verts) 6,64 % | Chevènement (MDC) 6,21 % | Chirac (RPR) 79,04 %  | Le Pen (FN) 20,96 %   |

### Liste des maires
| Période                                  | Période      | Identité        | Étiquette | Qualité |
| ---------------------------------------- | ------------ | --------------- | --------- | ------- |
| Les données manquantes sont à compléter. |              |                 |           |         |
| juin 1995                                | mars 2001    | Paul Soyer      |           |         |
| mars 2001                                | 28 mars 2014 | Danielle Combe  |           |         |
| 28 mars 2014                             | 2020         | Guylaine Thomas | DVG       |         |
| mai 2020                                 | en cours     | Nicolas Millot  |           |         |

### École
La commune de Vignot possède une école maternelle et primaire accueillant 129 élèves en 2019/2020.
Depuis la rentrée 2017/2018, la gestion scolaire est une compétence Intercommunal gérée par la Communauté de communes de Commercy - Void - Vaucouleurs

### Déchèterie
Une déchèterie intercommunale est présente sur le territoire de la commune.

## Population et société

### Démographie
L'évolution du nombre d'habitants est connue à travers les recensements de la population effectués dans la commune depuis 1793. Pour les communes de moins de 10 000 habitants, une enquête de recensement portant sur toute la population est réalisée tous les cinq ans, les populations de référence des années intermédiaires étant quant à elles estimées par interpolation ou extrapolation. Pour la commune, le premier recensement exhaustif entrant dans le cadre du nouveau dispositif a été réalisé en 2006.

En 2022, la commune comptait 1 277 habitants, en évolution de −2 % par rapport à 2016 (Meuse : −4,4 %, France hors Mayotte : +2,11 %).
| 1793 | 1800 | 1806 | 1821 | 1831 | 1836 | 1841 | 1846 | 1851 |
| ---- | ---- | ---- | ---- | ---- | ---- | ---- | ---- | ---- |
| 751  | 750  | 808  | 806  | 857  | 912  | 904  | 961  | 963  |

| 1856 | 1861 | 1866 | 1872 | 1876 | 1881 | 1886 | 1891  | 1896  |
| ---- | ---- | ---- | ---- | ---- | ---- | ---- | ----- | ----- |
| 899  | 922  | 946  | 864  | 969  | 974  | 922  | 1 068 | 1 206 |

| 1901  | 1906  | 1911  | 1921  | 1926  | 1931  | 1936  | 1946  | 1954  |
| ----- | ----- | ----- | ----- | ----- | ----- | ----- | ----- | ----- |
| 1 082 | 1 126 | 1 205 | 1 049 | 1 068 | 1 039 | 1 110 | 1 063 | 1 133 |

| 1962  | 1968  | 1975  | 1982  | 1990  | 1999  | 2006  | 2011  | 2016  |
| ----- | ----- | ----- | ----- | ----- | ----- | ----- | ----- | ----- |
| 1 172 | 1 057 | 1 149 | 1 242 | 1 283 | 1 275 | 1 303 | 1 310 | 1 303 |

| 2021  | 2022  | - | - | - | - | - | - | - |
| ----- | ----- | - | - | - | - | - | - | - |
| 1 288 | 1 277 | - | - | - | - | - | - | - |

## Économie
- Marché le samedi matin[23]

## Culture locale et patrimoine

### Espaces de loisirs
- Complexe sportif des Ouillons, avec 1 gymnase et une salle réception, un terrain de tennis et un de basket en extérieur.
- Médiathèque de Vignot

### Lieux et monuments
- Ancienne léproserie citée dans le Regestrum Tull. de 1402[16].
- Vignot était entouré de murailles, on y pénétrait par quatre grandes portes, dont chacune était accompagnée de chaque côté d’une porte plus petite, ces ouvertures existaient encore au XVIIIe siècle[16]. On voyait au-dessus de la principale de ces portes les armes de Lorraine en plein, soutenues par deux aigles ; au-dessus de la petite porte de droite, les armes de l’ancienne maison seigneuriale (d’Urnes de Tessières), portant : une bande chargée de trois étoiles, sans indication des émaux ; sur celle de gauche, les armes du bourg, qui étaient : un pampre de vigne chargé de raisins, et, dans le lambrequin, des branches de vigne ou de lierre entrelacées[16].
- Église Saint-Remy
- Monument aux morts.
- Plaque monument de 1870.
- Mémorial pour Général Jean Verneau, mort en  déportation à Buchenwald, septembre 1944.
- Croix sculptée.
- Source des Trois Jumeaux, appelée ainsi parce qu'elle semble prendre son origine aux racines de trois gros arbres (aujourd'hui, deux sont tombés).
- Fontaine sculptée.
- Lavoirs

### Galerie

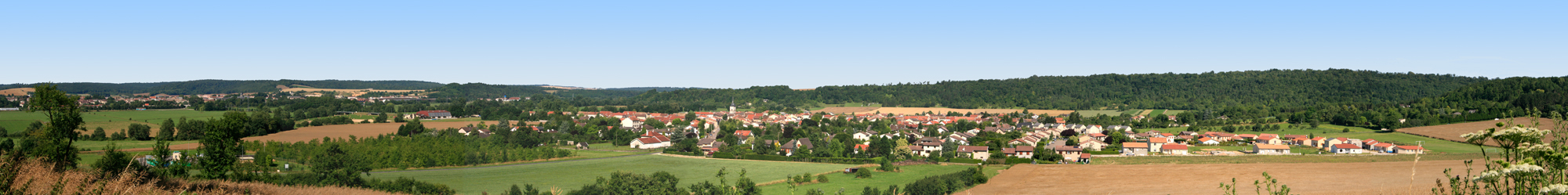
Commercy au fond à gauche et Vignot au premier plan à droite.

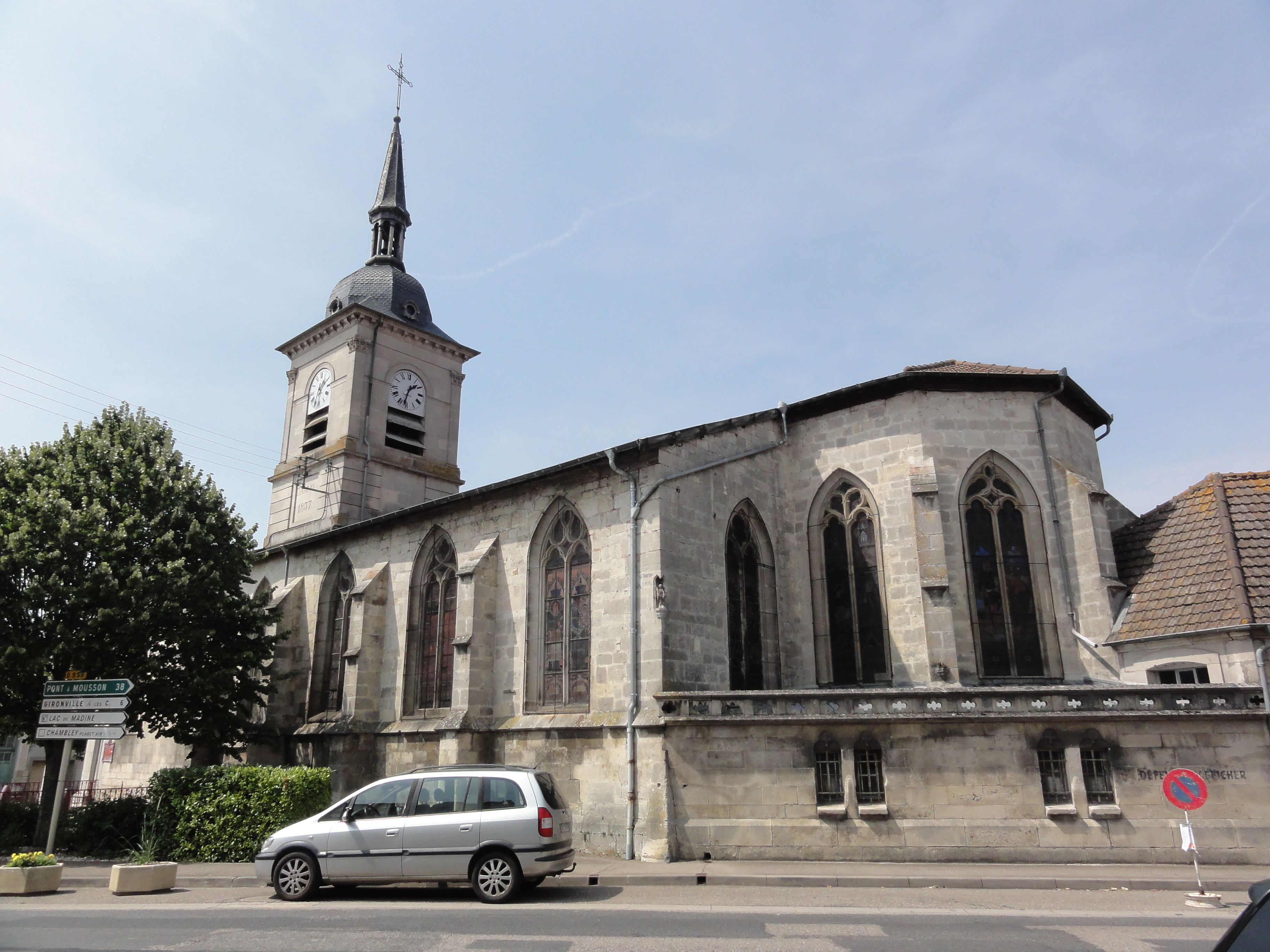
Église Saint-Remy.
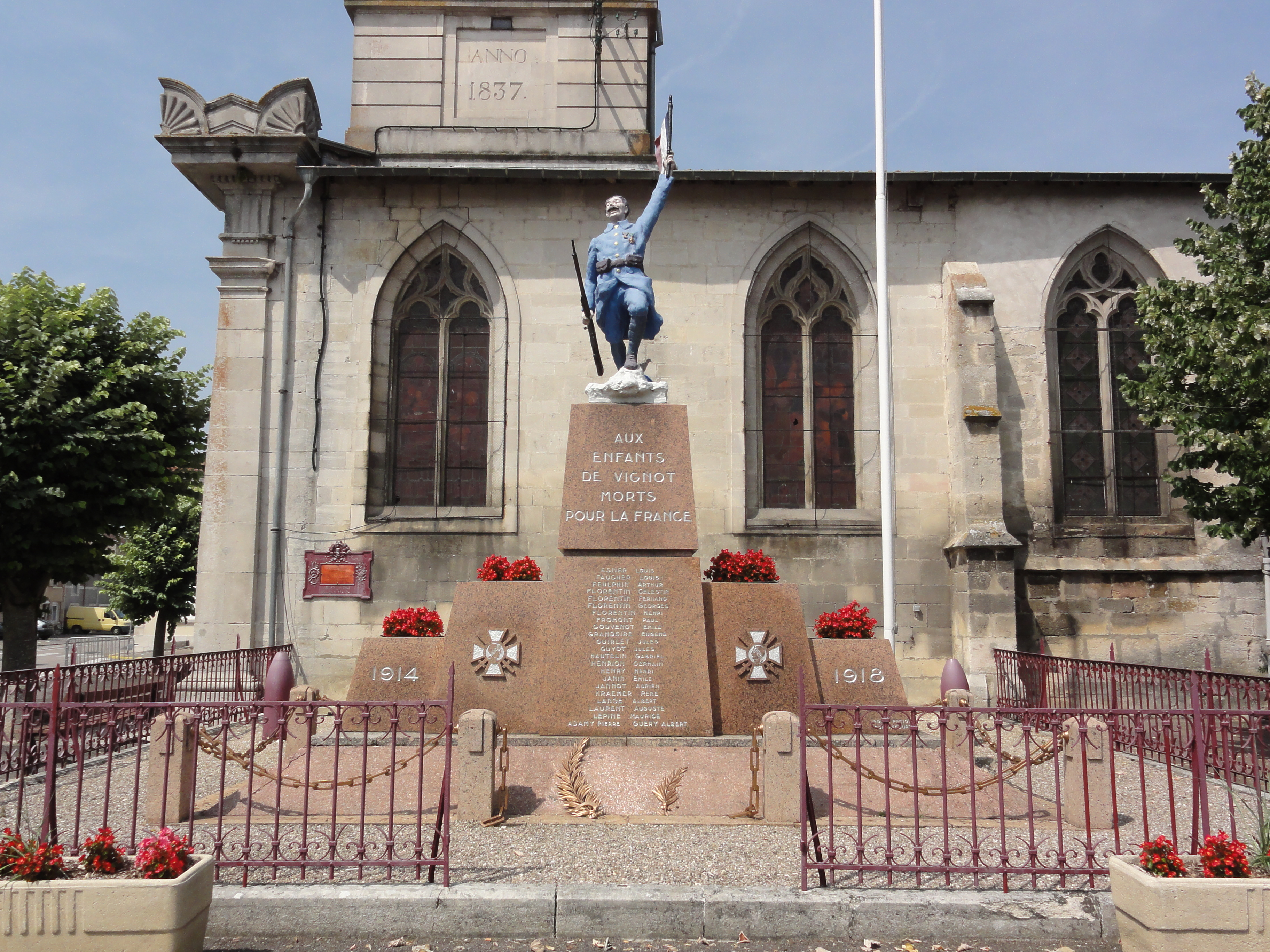
Monument aux morts.
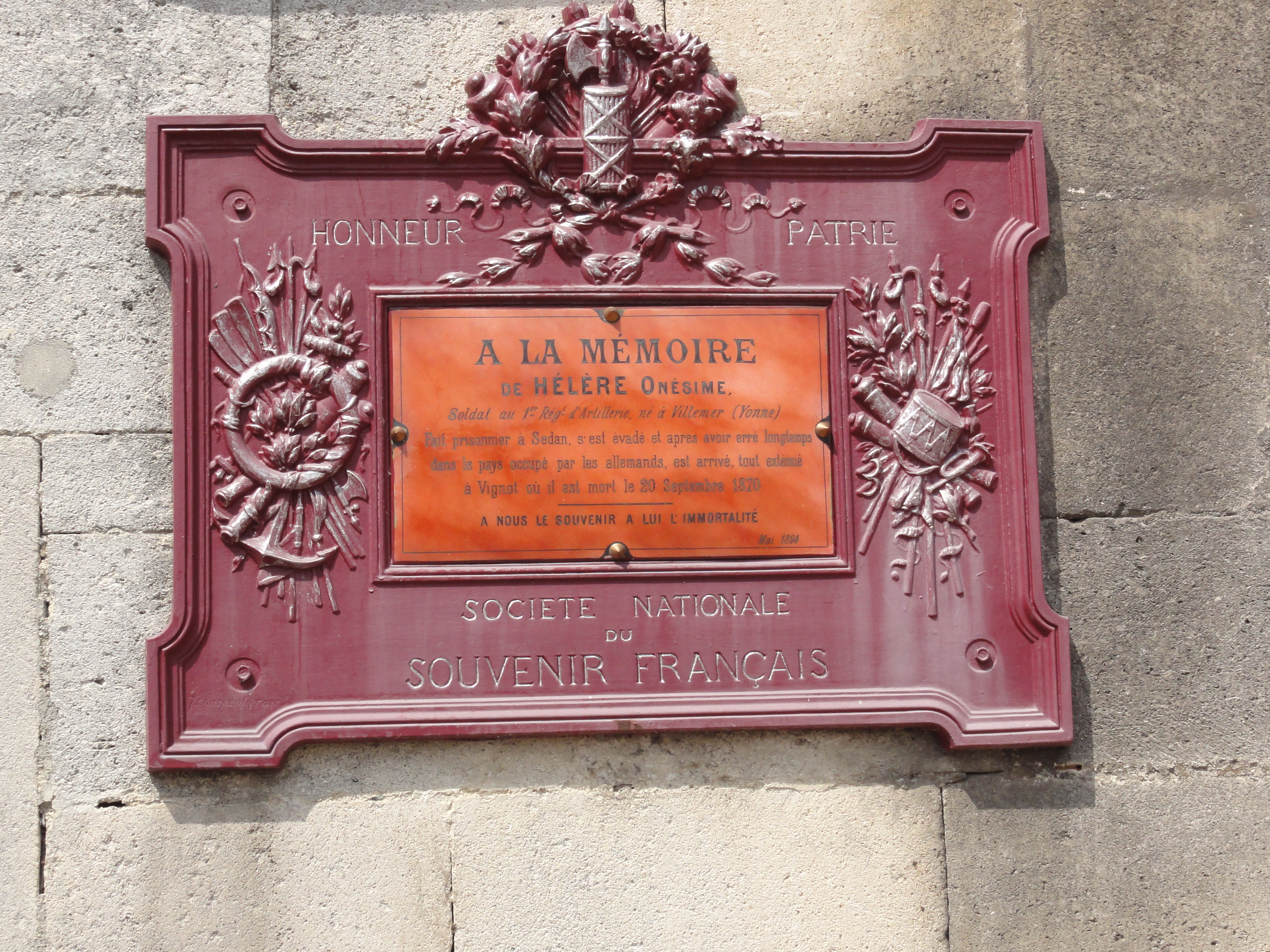
Plaque monument de 1870.
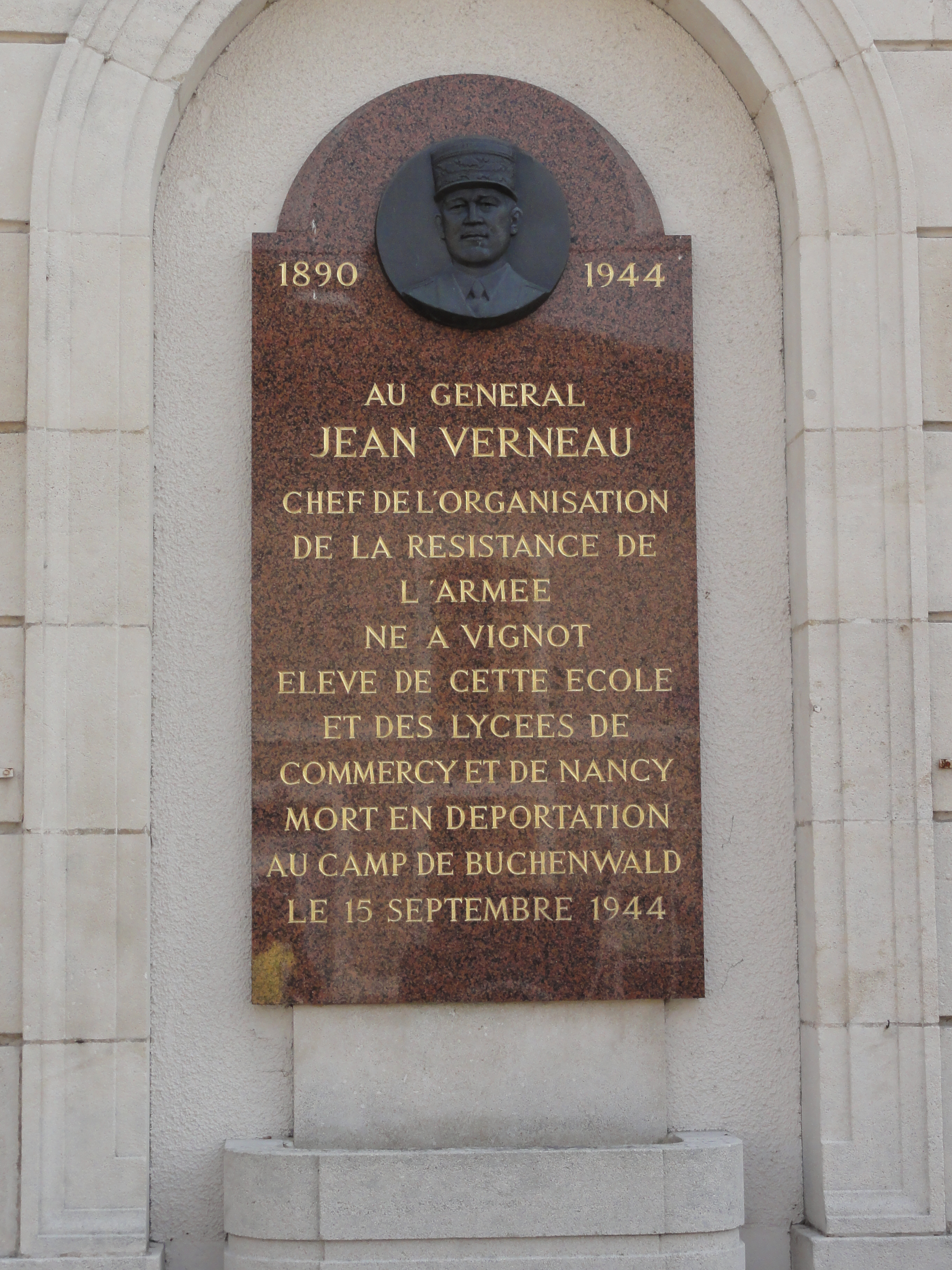
Mémorial Jean Verneau, déporté.
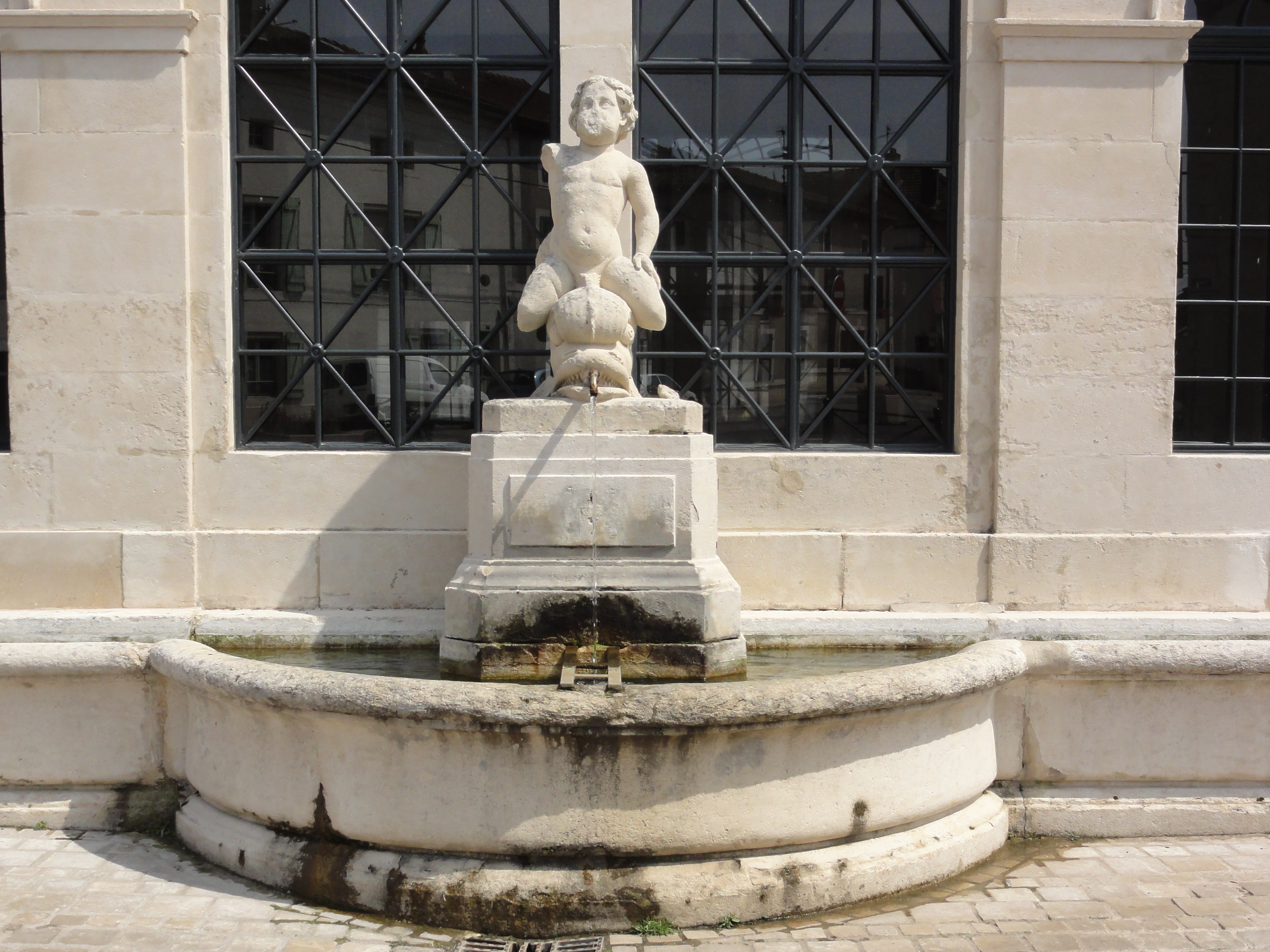
Fontaine sculptée.
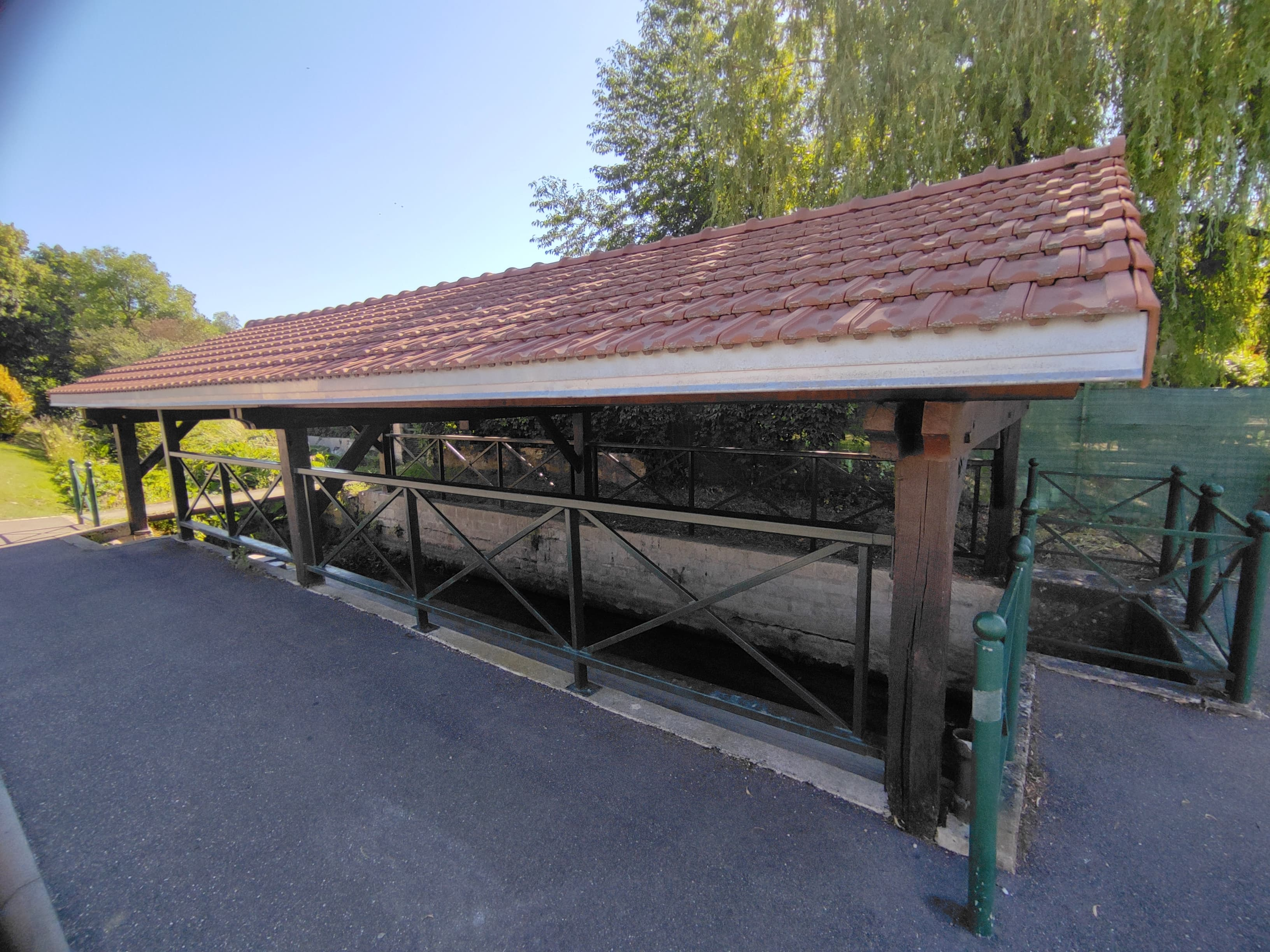
Lavoir rue de la république
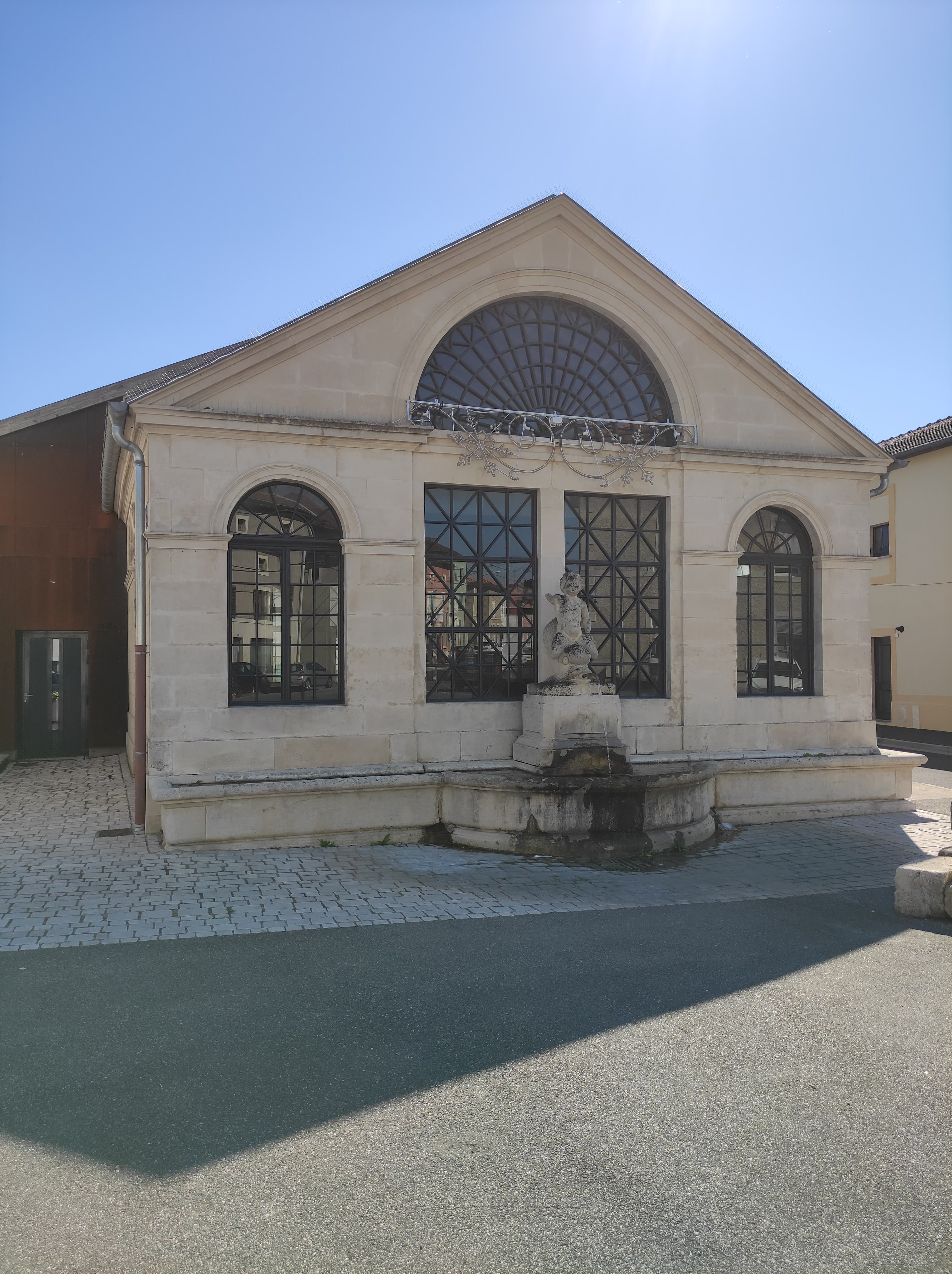
salle d'exposition, ancien lavoir

## Personnalités liées à la commune
- Jean Thiriot (vers 1590-1649), constructeur des digues de La Rochelle (sous Richelieu et Louis XIII).
- Général Jean-Édouard Verneau (1890-1944).
- Henri Brocard (1845-1922) mathématicien et militaire né à Vignot, spécialisé dans la géométrie du triangle.